# تشيما دي فويورينا
تشيما دي فويورينا (بالإنجليزية: Cima di Fojorina)‏ هو أحد جبال سلسلة جبال الألب لوغانو ويقع في كانتون تيسينو في سويسرا. يحتل المرتبة رقم 398 في قائمة جبال سويسرا من حيث الارتفاع، إذ يبلغ ارتفاعه حوالي 1810 متر، بينما يبلغ ارتفاع نتوء الجبل 305 متر.